# Corrente delle Aleutine

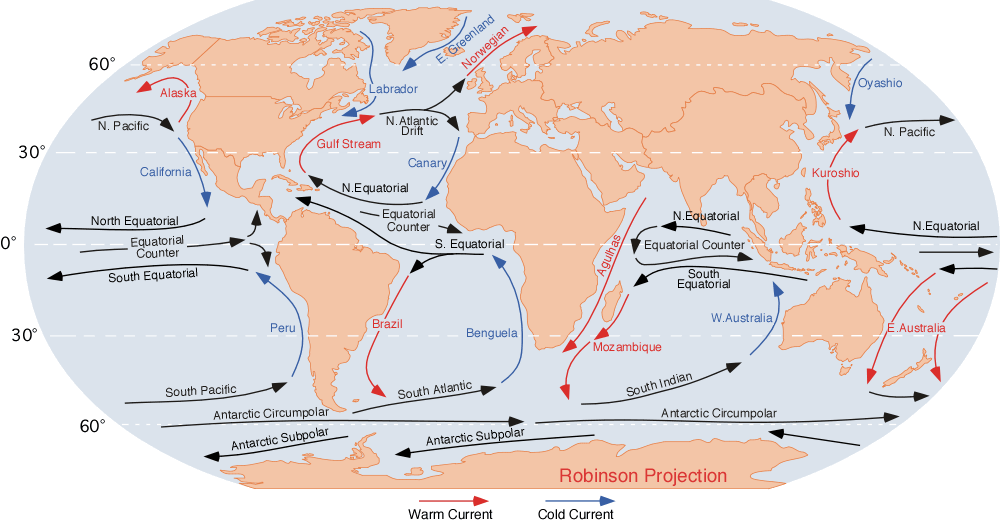
Le principali correnti oceaniche

La corrente delle Aleutine, chiamata anche corrente subartica, è una corrente oceanica che fluisce verso est posizionandosi a nord della corrente del Pacifico settentrionale.
È in pratica il ramo settentrionale della corrente Kuroshio che si muove verso nordest tra le latitudini 40° N e 50° N. Avvicinandosi alle coste dell'America settentrionale, si divide in due parti andando a forma la corrente dell'Alaska che scorre verso nord e la corrente della California, che invece fluisce in direzione sud.